# Teodor Ardelean
Teodor Ardelean (n. 14 iunie 1951, Moigrad-Porolissum, județul Sălaj), este un politician român și  om de cultură. Teodor Ardelean a fost senator în Senatul României, în legislatura 1992-1996, ales în județul Maramureș în circumscripția electorală nr.25 pe listele partidului PUNR , consilier în Consiliu Județean Maramureș în perioadele 01.06.1992 – până la 16.10.1992, 2000 – 2004; 2008 – în prezent(PNL) ,
director al Bibliotecii Județene Petre Dulfu Baia Mare în perioada 1990-1992 și 2011 până în prezent .

## Biografie
S-a format de-a lungul anilor 1958 - 1966 urmând Școala generală Mirșid din județul Sălaj după care a absolvit Liceul de cultură generală din Jibou ca șef de promoție în anul 1970. În perioada 1970 – 1976 urmează Universitatea „Babeș-Bolyai” Cluj-Napoca, Facultatea de istorie-filosofie, secția filosofie, obținând diplomă de licență în filosofie. Din 1972 până în anul 1974 lucrează ca redactor în cadrul Redacției Ziarului Năzuința Zalău, când în urma unor probleme cu Securitatea se angajează ca muncitor- emailator la Întreprinderea de Conductori Electrici Emailați Zalău vreme de trei ani, după care se mută cu domiciliul în Baia Mare unde își schimbă parcursul profesional devenind mai întâi bibliotecar, apoi profesor suplinitor, iar în cele din urma, director educativ la Grupul Școlar al Ministerului Industriei Ușoare Baia Mare până în anul 1979. 
Ulterior, vreme de 11 ani, lucrează ca instructor cultural,la Institutul de Învățământ Superior Baia Mare, Consiliul Județean al Sindicatelor și Comitetul de Cultură și Educație Socialistă al județului Maramureș. Din anul 1990 până în anul 1992 se află în funcția de director al Bibliotecii Județene Maramureș, perioadă în care inaugurează Biblioteca Transilvania la Chișinău - 1991. (Fondatorul Bibliotecii „Transilvania” din Chișinău - Biblioteca județeană „Lucian Blaga” din Cluj Napoca, pe atunci director - regretatul Traian Brad.)
Implicat în politică imediat după evenimentele din 1990, devine vicepreședinte al Consiliului Județean Maramureș (01.06.1992 - 16.10.1992) după care a fost ales  senator în Senatul României, București (16.10.1992 - 22.11.1996). În această perioadă, Teodor Ardelean a deținut funcțiile de: vicepreședinte al Comisiei de Politică externă din Senatul României-o sesiune, vicepreședinte al Senatului Romnâniei-o sesiune, președinte al Comisiei de privatizare din cadrul Senatului României-șase sesiuni.
La scurt timp după încheierea mandatului de senator se găsește în postul de director de strategie la S.C. Izoterom SRL Baia Mare până în anul 2001, când primește funcția de Director, Cercetător științific de gradul III, la Biblioteca Județeană Petre Dulfu Baia Mare.
În timpul în care a lucrat la Izoterom, vreme de un an (între 1998 și 1999) a fost și decan al Universității de Vest Vasile Goldiș Arad, Filiala Baia Mare. 
În perioada 2000-2004 devine Consilier Județean al Consiliului Județean Maramureș, mandat pe care-l reia patru ani mai târziu (2008-prezent).
În anul 2008 își susține teza de doctorat Limba Română și Cultivarea ei în preocupările Astrei,  coordonată de prof. univ. dr. Gheorghe Pop în cadrul Facultății de Litere a Universității de Nord  În anul 2006 finalizează un masterat în managementul administrației publice și statul funcționarului public în cadrul Universității de  Vest Vasile Goldiș Arad, Filiala Baia Mare, Facultatea de Drept.

## Carieră Profesională
- 1972 – 1974 – Redactor în cadrul Redacției Ziarului „Năzuința” Zalău
- 1974 – 1977 – Emailator la Întreprinderea de Conductori Electrici Emailați Zalău
- 1977 – 1979 - Bibliotecar; profesor suplinitor; director educativ la Grupul Școlar al Ministerului Industriei Ușoare Baia Mare
- 1979 – 1985 - Instructor Club studențesc la Institutul de Învățământ Superior Baia Mare
- 1985 – 1988 - Instructor cultural la Consiliul Județean al Sindicatelor
- 1988 – 1990 - Instructor cultural la Comitetul de Cultură și Educație Socialistă al județului Maramureș
- 1990 – 1992 – Director la Biblioteca Județeană Maramureș
- 1998 – 1999 – Decan al Universității de Vest „Vasile Goldiș” Arad, Filiala Baia Mare
- 1996 – 2001 - Director strategie la S.C. Izoterom SRL Baia Mare
- 2001 – în prezent – Director, Cercetător științific gradul III la Biblioteca Județeană „Petre Dulfu” Baia Mare, fosta Biblioteca Județeană Maramureș

## Activitate Culturală

### Biblioteci în Lume
Datorită directorului Teodor Ardelean, Biblioteca Județeană „Petre Dulfu” Baia Mare devine ctitor sau donator principal pentru mai multe biblioteci românești în diaspora română din întreaga lume. 
Astfel în anul 2002 continuă colaborarea cu Biblioteca Municipală „B.P. Hașdeu” din Chișinău punând bazele Filialei „Maramureș” prin donarea unui număr important de cărți. Impresionat de poveștile românilor din diaspora care duc lipsa cărților în limba română, în anul 2003 ia inițiativa de a înființa biblioteci românești în Ungaria și Spania. Astfel în 2003 se inaugurează biblioteca Mihai Eminescu în cadrul Institutului Cultural Român din Budapesta și primele biblioteci românești din Spania în localitățile: Coslada, Alcala de Henares, Salamanca și Alicante. În 2010 dă curs invitației românilor din Glasgow, Marea Britanie de a deschide prima bibliotecă românească de acolo, denumită Ioan Alexandru ca un omagiu adus poetului, inaugurată pe 26 noiembrie 2010. Preocuparea lui permanentă fiind de a duce cartea românească, românilor acasă, indiferent de meridian sau continent, în februarie 2011 Teodor Ardelean face o donație de 4000 de volume de carte nouă pentru prima biblioteca românească din Canada la Montreal.
Pe 24 iunie 2011, Biblioteca Județeană „Petre Dulfu” Baia Mare, prin demersul direct al directorului Ardelean, ctitorește o nouă bibliotecă la Mănăstirea Scărișoara Nouă din jud. Satu Mare.
- 1991 – Chișinău: Inaugurarea Bibliotecii „Transilvania”-2002 – Chișinău: Inaugurarea Bibliotecii „Maramureș”
- 2003 – Budapesta: Modernizarea și dotarea bibliotecii „M. Eminescu” la Institutul Cultural Român
- 2006– Spania :Inaugurarea primelor biblioteci românești în Spania (Coslada, Alcala de Henares, Salamanca și Alicante)
- 2010 – Glasgow: Inaugurarea Bibliotecii „Ioan Alexandru” din Glasgow, prima bibliotecă românească din Marea Britanie
- 2011 - Canada: donație de carte, 4000 volume

### Participare la conferințe naționale și internaționale, reuniuni de lucru (selectiv)
- 1990 – Paris, Lyon, Region Drôme: Biblioteca franceză în context comunitar
- 1993 – Washington, Cleveland, Los Angeles, San Diego: Comunitățile românești și relațiile culturale româno-americane
- 1994 – Bruxelles: România și Europa – o provocare strategică
- 1995 – Seul_ Forum social-cultural româno-sudcoreean
- 1996 – Bruxelles, Frankfurt pe Main: Reuniune de lucru „România și NATO”
- 2000 – Ujgorod: Consfătuirea internațională „Euroregiunile și dezvoltarea relațiilor culturale transfrontaliere”
- 2001 – Madrid: Conferință și Forum Economic
- 2002 – Ivano-Frankivsk: Conferință „Rolul Euroregiunilor în Extinderea Uniunii Europene”
- 2003 – Lvov: Forum economic și social-cultural european
- 2004 - Constanța: Conferință internațională „Bibliotecile virtuale”

### Realizări în domeniul academic[5]
- 1983 – Inițierea și coordonarea seriei a II-a a revistei studențești „Nord”
- 1993-1996 – Sprijinitor al dezvoltării învățământului superior în județul Bihor – Universitatea din Oradea
- 1998 – Inițiator și fondator al Filialei Baia Mare a Universității de Vest „Vasile Goldiș” Arad
- 1999 – Inițiator al înființării Centrului Universitar Zalău, prin inaugurarea Filialei Zalău a Universității de Vest „Vasile Goldiș” Arad

### Activitate publicistică

#### Cărți Publicate
1. Fariseii lui Iehova, București, Editura Politică, 1983, 336 p.
2. Cântecele care ne-au însoțit istoria, Biblioteca Județeană Maramureș, Editura „Vatra Românească”, Baia Mare, 1990, 58 p.
3. Din Hiperboreea ... în Iberia. Primele biblioteci românești în Spania, Baia Mare, Biblioteca Județeană „Petre Dulfu”, 2007, 158 p.
4. Problemele limbii române în Revista Transilvania, Crestomație, coordonator Teodor Ardelean, Biblioteca Județeană „Petre Dulfu” Baia  Mare, 2008
5. Limba română și cultivarea ei în preocupările ASTREI, Cluj Napoca, Editura Limes, 2008, 320 p.

#### Studii și Articole(selectiv)
1. ASTRA în arealul spiritual al cultivării limbii române și al specificului românesc, prin carte și programe culturale, în ASTRA ieri și azi. Relizări și perspective, vol. II, sub coordonarea prof. univ. dr. Gheorghe Pop, Baia Mare, Editura Umbria, 2003, p. 67-73
2. Timotei Cipariu – bibliofil, în Astra maramureșană, VIII-IX, nr. 17-19/2005, p. 22-24
3. Elite astriste preocupate de problemele teoretice și practico - aplicative ale limbii române, în ASTRA ieri și azi. Relizări și perspective, vol. III, coordonatori: prof. univ. dr. Gheorghe Pop, prof. drd. Teodor Ardelean, Baia Mare, Biblioteca Județeană „Petre Dulfu”,  2003, p. 67-73
4. File din Marea carte: Biblioteca ASTRA, în Astra maramureșană, XI (2007), nr. 24-25, p. 43-46
5. Gânduri de întâmpinare la o carte de excepție!, în volumul Maria Pop, Oana Pop, Valoarea medicinală a plantelor tinctoriale și vopsitul ecologic, Baia Mare, Editura Universității de Nord, 2007, p. 5-6
6. Cuvântare, în volumul Sfântul Ioan Gură de Aur – 1600 de ani de la trecerea la Domnul, Baia Mare, Editura Universității de Nord, 2007, p. 17-19
7. Cuvânt înainte, volumul Daniela Caia, Gheorghe Caia, Rozavlea din Țara Maramureșului, Cluj Napoca, Editura Grinta, 2007, p. 7,8
8. George Barițiu – bibliolog, în Astra maramureșană, XII (2008), nr. 26

#### Activitate Jurnalistică
- editare de publicații, câteva sute de articole în ziarul „Năzuința” Zalău
- redactor de carte (32 volume)
- articole în diferite ziare locale și centrale (peste 1000)
- coordonare programe culturale (12)

## Diplome și distincții
- Ordinul "Meritul Cultural" în rang de Cavaler (2005) acordat de Președintele României Diplome de excelență obținute de la Organisme ale Administrației Centrale și Locale de Stat, Instituții de învățământ, cultură, de cercetare științifică, de promovare a inițiativelor și proiectelor europene.